# 犬首鮈
犬首鮈（学名：Gobio cynocephalus）为輻鰭魚綱鯉形目鲤科鮈屬的一种鱼类。在中国，分布于黑龙江、辽河水系等，體長可達19公分。该物种的模式产地在鄂嫩河和英戈达河、屬黑龙江水系。